# Karolina von Österreich

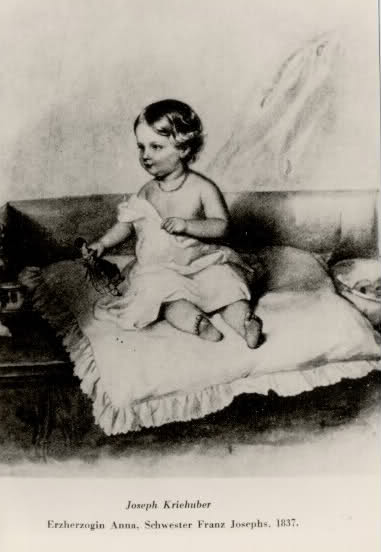
Maria Anna von Österreich im Jahr 1837, Lithografie von Josef Kriehuber

Maria Anna Karolina (Pia) von Österreich, genannt Ännchen (* 27. Oktober 1835 in Wien; † 5. Februar 1840 ebenda) war Erzherzogin von Österreich.

## Leben
Maria Anna Karolina war das vierte Kind und die einzige Tochter von Erzherzog Franz Karl von Österreich, Großherzog von Toskana, Sohn des letzten Kaisers des Heiligen Römischen Reiches und ersten Kaisers von Österreich Franz von Österreich, und seiner Gemahlin Sophie von Bayern, Tochter des ersten Königs von Bayern Maximilian I. Joseph und seiner zweiten Ehefrau Karolina von Baden. Sie gehörte zur seinerzeitigen habsburgischen Sekundogenitur (die nach Kaiser Ferdinands kinderlosem Rücktritt 1848 nachrückte). Benannt war sie nach ihrer Tante Maria Anna Karolina (Pia), die im März des Jahres 1835 Kaiserin geworden war, genannt wurde sie kleine Anna oder Ännchen.
Die junge Prinzessin litt an Epilepsie, und verstarb im Alter von 4 Jahren gegen Mittag des 5. Februar 1840 an einem Krampf.
Bestattet wurde sie in der Kapuzinergruft (Ferdinandsgruft, Grab Nr. 11).

## Verwandtschaft
Ihr ältester Bruder war Franz Joseph I. (1830–1916), nachmalig Kaiser von Österreich, der Prinzessin Elisabeth in Bayern „Sisi“ (1837–1898) heiratete.
Ihr Bruder Maximilian I. (1832–1867), wurde Kaiser von Mexiko. 
Der dritte ältere Bruder, Erzherzog Karl Ludwig (1833–1896) und ihr jüngerer Bruder Erzherzog Ludwig Viktor (1842–1919) blieben ohne politische Bedeutung.

## Vorfahren
| Ahnentafel Maria Anna Karolina von Österreich | Ahnentafel Maria Anna Karolina von Österreich                                         | Ahnentafel Maria Anna Karolina von Österreich                                         | Ahnentafel Maria Anna Karolina von Österreich                                         | Ahnentafel Maria Anna Karolina von Österreich                                         | Ahnentafel Maria Anna Karolina von Österreich                                                              | Ahnentafel Maria Anna Karolina von Österreich                                                            | Ahnentafel Maria Anna Karolina von Österreich                                                          | Ahnentafel Maria Anna Karolina von Österreich                                                                    |
| --------------------------------------------- | ------------------------------------------------------------------------------------- | ------------------------------------------------------------------------------------- | ------------------------------------------------------------------------------------- | ------------------------------------------------------------------------------------- | --- | --- | --- | --- |
| Ururgroßeltern                                | Kaiser Franz I. Stephan (1708–1765) ⚭ 1736 Maria Theresia (1717–1780)                 | König Karl III. von Spanien (1716–1788) ⚭ 1738 Maria Amalia von Sachsen (1724–1760)   | König Karl III. von Spanien (1716–1788) ⚭ 1738 Maria Amalia von Sachsen (1724–1760)   | Kaiser Franz I. Stephan (1708–1765) ⚭ 1736 Maria Theresia (1717–1780)                 | Herzog Christian III. von Pfalz-Zweibrücken (1674–1735) ⚭ 1719 Karoline von Nassau-Saarbrücken (1704–1774) | Joseph Karl von Pfalz-Sulzbach (1694–1729) ⚭ 1717 Elisabeth Auguste Sofie von der Pfalz (1693–1728)      | Großherzog Karl Friedrich von Baden (1728–1811) ⚭ 1751 Karoline Luise von Hessen-Darmstadt (1723–1783) | Landgraf Ludwig IX. von Hessen-Darmstadt (1719–1790) ⚭ 1741 Henriette Karoline von Pfalz-Zweibrücken (1721–1774) |
| Urgroßeltern                                  | Kaiser Leopold II. (1747–1792) ⚭ 1765 Maria Ludovica von Spanien (1745–1792)          | Kaiser Leopold II. (1747–1792) ⚭ 1765 Maria Ludovica von Spanien (1745–1792)          | König Ferdinand I. (1751–1825) ⚭ 1768 Maria Karolina von Österreich (1752–1814)       | König Ferdinand I. (1751–1825) ⚭ 1768 Maria Karolina von Österreich (1752–1814)       | Friedrich Michael von Pfalz-Birkenfeld (1724–1767) ⚭ 1746 Maria Franziska von Pfalz-Sulzbach (1724–1794)   | Friedrich Michael von Pfalz-Birkenfeld (1724–1767) ⚭ 1746 Maria Franziska von Pfalz-Sulzbach (1724–1794) | Karl Ludwig von Baden (1755–1801) ⚭ 1774 Amalie von Hessen-Darmstadt (1754–1832)                       | Karl Ludwig von Baden (1755–1801) ⚭ 1774 Amalie von Hessen-Darmstadt (1754–1832)                                 |
| Großeltern                                    | Kaiser Franz II. (1768–1835) ⚭ 1790 Maria Theresia von Neapel-Sizilien (1772–1807)    | Kaiser Franz II. (1768–1835) ⚭ 1790 Maria Theresia von Neapel-Sizilien (1772–1807)    | Kaiser Franz II. (1768–1835) ⚭ 1790 Maria Theresia von Neapel-Sizilien (1772–1807)    | Kaiser Franz II. (1768–1835) ⚭ 1790 Maria Theresia von Neapel-Sizilien (1772–1807)    | König Maximilian I. Joseph (1756–1825) ⚭ 1797 Karoline Friederike Wilhelmine von Baden (1776–1841)         | König Maximilian I. Joseph (1756–1825) ⚭ 1797 Karoline Friederike Wilhelmine von Baden (1776–1841)       | König Maximilian I. Joseph (1756–1825) ⚭ 1797 Karoline Friederike Wilhelmine von Baden (1776–1841)     | König Maximilian I. Joseph (1756–1825) ⚭ 1797 Karoline Friederike Wilhelmine von Baden (1776–1841)               |
| Eltern                                        | Franz Karl von Österreich (1802–1878) ⚭ 1824 Sophie Friederike von Bayern (1805–1872) | Franz Karl von Österreich (1802–1878) ⚭ 1824 Sophie Friederike von Bayern (1805–1872) | Franz Karl von Österreich (1802–1878) ⚭ 1824 Sophie Friederike von Bayern (1805–1872) | Franz Karl von Österreich (1802–1878) ⚭ 1824 Sophie Friederike von Bayern (1805–1872) | Franz Karl von Österreich (1802–1878) ⚭ 1824 Sophie Friederike von Bayern (1805–1872)                      | Franz Karl von Österreich (1802–1878) ⚭ 1824 Sophie Friederike von Bayern (1805–1872)                    | Franz Karl von Österreich (1802–1878) ⚭ 1824 Sophie Friederike von Bayern (1805–1872)                  | Franz Karl von Österreich (1802–1878) ⚭ 1824 Sophie Friederike von Bayern (1805–1872)                            |
| Maria Anna Karolina von Österreich            |                                                                                       |                                                                                       |                                                                                       |                                                                                       | | | | |

## Nachweise
- Constantin von Wurzbach: Habsburg, Franz Karl Joseph. Nr. 99. In: Biographisches Lexikon des Kaiserthums Oesterreich. 6. Theil. Kaiserlich-königliche Hof- und Staatsdruckerei, Wien 1860, S. 257 (Digitalisat. Erwähnt sie als Erzherzogin Maria Anna Karolina).

1. ↑  Die Epilepsie trat unter den Nachfahren Kaiser Leopolds II., also der Stammlinie der Habsburg-Lothringer, gehäuft auf. Vergl. dazu
Hans Bankl: Die kranken Habsburger. Befunde und Befindlichkeiten einer Herrscherdynastie (= Goldmanns Taschenbücher. Band 15360). Taschenbuchausgabe, 1. Auflage. Verlag Goldmann TB, München 2005, ISBN 3-442-15360-3 (Eingeschränkte Vorschau auf die Ausgabe bei Verlag Kremayr & Scheriau, Wien 2014 in der Google-Buchsuche, ISBN 978-3-218-00939-3).
Hanna Wuerth: Die Epilepsie im 18./19. Jhdrt. Auftreten, Behandlung, Verlauf an Beispielen aus der Familie Habsburg. Maschinschriftl. Manuskript. Hannover 1992 (Haus-, Hof- und Staatsarchiv, Titelaufnahme unter Brosch. 631955 [PDF; 9 kB] im alten Zettelkatalog der Administrativen Bibliothek).
2. ↑  Franz Carl Weidmann: Oesterreichischer Erinnerungs-Kalender. Historisch-chronistischer Ueberblick denkwürdiger, den österreichischen Kaiserstaat betreffender Ereignisse vom 1. Jänner 1840 bis 31. December 1845. Wien, Januar 1846. In: Austria oder Oesterreichischer Universal-Kalender. Verlag Klang, Wien 1847, S. XLIII (zum Tod der Erzherzogin Anna Maria Karolina am 5. Februar 1840; Scan in der Google-Buchsuche).
3. ↑  Angaben nach Archduchess Maria Anna (1835–1840). (Memento vom 5. Oktober 2013 im Internet Archive) Thread in forum.alexanderpalace.org, 10. Januar 2006 ff. (englisch).

| Personendaten    | Personendaten |
| ---------------- | --- |
| NAME             | Karolina von Österreich |
| ALTERNATIVNAMEN  | Österreich, Carolina Erzherzogin von; Österreich, Maria Anna Karolina Erzherzogin von; Maria Anna Carolina Pia; kleine Anna; Ännchen |
| KURZBESCHREIBUNG | Kaiserliche Prinzessin und Erzherzogin von Österreich, Königliche Prinzessin von Ungarn, Böhmen                                      |
| GEBURTSDATUM     | 27. Oktober 1835 |
| GEBURTSORT       | Wien |
| STERBEDATUM      | 5. Februar 1840 |
| STERBEORT        | Wien |